# 杜震宇
杜震宇（1983年2月1日—），中国辽宁沈阳人，中国足球运动员，司职中场位置，他是国内公认的最好的左前卫之一。
杜震宇在儿時进入了沈阳市绿茵足校。1996年，沈阳绿茵足校整体被长春亚泰收购，杜震宇便落脚长春。1999年入选国少队，2001年入选国青队但在同年甲B五鼠事件中，杜震宇也受到牵连，遭到了禁赛一年的处罚。2003年入选国奥队，2006年随长春亚泰冲超，2007年不但助长春亚泰勇夺中超联赛冠军，更成为该赛季的中国足球先生，同年底，入选08国奥队的杜震宇却因为其他原因再次错过了奥运会。
2012年7月9日，长春亚泰和天津泰达均宣布杜震宇由亞泰租借往泰达半個賽季。其后，杜震宇于翌年正式转会天津泰达。
2015年1月，杜震宇在天津泰达两个半赛季后以家庭原因提出转会重返长春亚泰。